# Thénioux

Thénioux este o comună în departamentul Cher, Franța. În 1 ianuarie 2022 avea o populație de 666 de locuitori.